# NGC 1555
إن جي سي 1555 يعرف أحيانا باسم سديم هند المتغير (Hind's Variable Nebula)، وهو سديم متغير، ينيره النجم تى تاوري T Tauri، ويقع في كوكبة الثور. وهو أيضا في الكتالوج الثاني لشاربلس Sharpless catalog تحت اسم 238. وهو من اجسام هيربج هارو. واكتشفت السديم في 11 أكتوبر 1852 من قبل جون راسل هند.

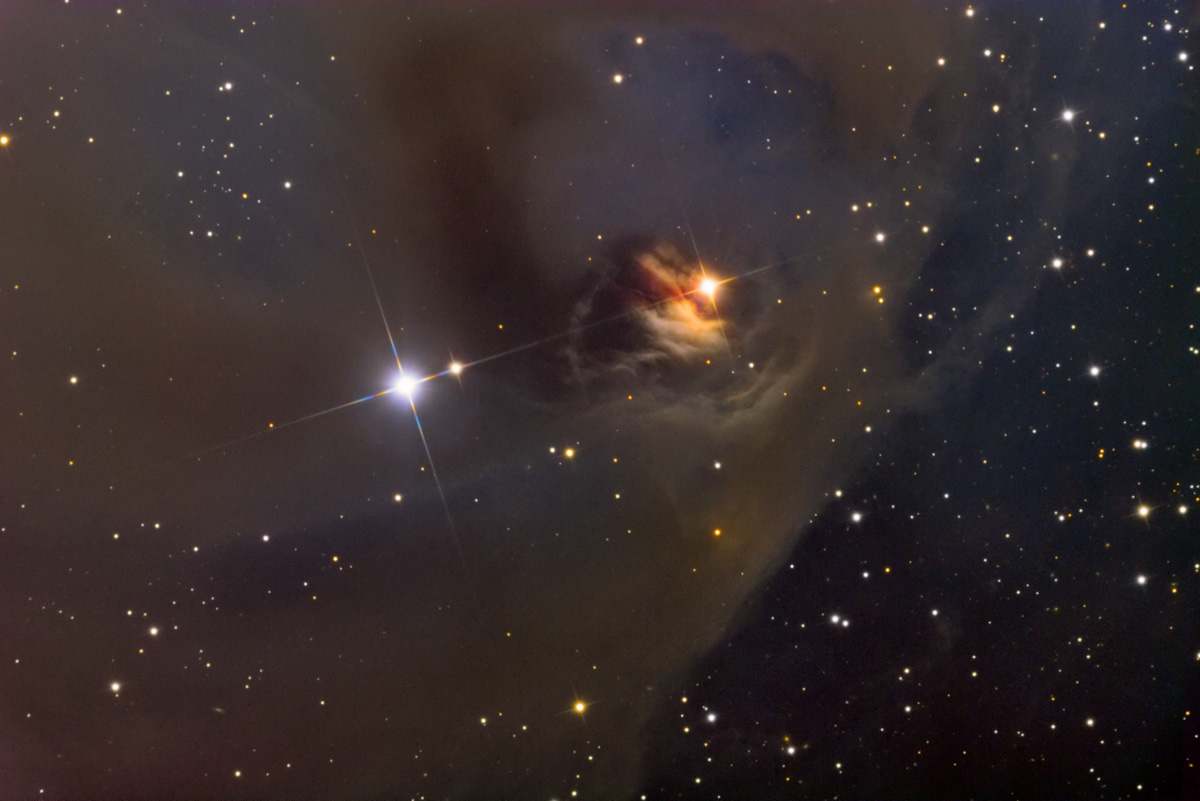
سديم هند ونجم تي تاوري 2011

## وصلات خارجية
1. ↑  VizieR (بالإنجليزية), QID:Q1662358
2. ↑  NGC 1555 نسخة محفوظة 06 2يناير6 على موقع واي باك مشين.

- Galaxy Map Sharpless 238

## اقرأ أيضا
- إن جي سي 2261
- نجم تي تاوري
- سديم كاليفورنيا